# Publius Iuventius Celsus (syn)
Publius Iuventius Celsus Titus Aufidius Hoenius Severianus – rzymski prawnik okresu klasycznego, należący do szkoły prokuliańskiej, żyjący za panowania cesarza Hadriana. Syn jurysty o tym samym imieniu, stąd znany także jako Celsus filius.
Był pretorem w roku 106 lub 107, w latach 114 – 115 propretorem Tracji, lecz podczas tej kadencji, w 115 roku, dokooptowano go na konsula (tzw. consul suffectus). W 129 roku ponownie wybrany na konsula, a w 130 został prokonsulem Azji.
Autor szeregu dzieł prawniczych (m.in. Digesta, Commentarii, Epistulae, Quaestiones), z których zachowały się jedynie fragmenty. Celsus pozostawił jedyną definicję prawa, którą znała rzymska nauka prawa: "Ius est ars boni et aequi", czyli "prawo jest sztuką stosowania tego co dobre i słuszne".